# Ekeberg, Västra Vingåkers socken
Ekeberg är en by i Västra Vingåkers socken i Vingåkers kommun.
Ekeberg omtalas i dokument första gången 1498 ("Ogeberge"), då det upptas som en inköpt frälsegård i Arvid Trolles jordebok, som räntar 12 mark i arrende årligen. Under 1500-talet upptas gården som ett mantal frälse tillhörigt Johan Åkesson (Natt och Dag). År 1822 bestod byn av två gårdar. På 1990-talet fanns endast en brukningsenhet kvar på den gamla tomten. Då stora delen av den gamla åkerarealen övergått till betesmark har de gamla odlingsrösena och åkertegarna som huvudsakligen har kvar sin struktur från medeltiden bevarats.